# 剑叶凤尾蕨
剑叶凤尾蕨（学名：Pteris ensiformis）为凤尾蕨科凤尾蕨属下的一个种，又有斑紋鳳尾蕨、銀脈鳳尾蕨、箭葉鳳尾蕨等別名。本身是一種蕨類植物，頂羽片單一，側羽片多少分叉，形成不規則多裂，羽軸兩側之羽片不對稱，葉軸無翅。

## 辨認特徵

### 根莖
植株高30-50公分。根狀莖細長，斜升或橫臥，粗0.4-0.5公分，被黑褐色鱗片。

### 葉
二回羽狀複葉，叢生，兩型，分為營養葉和孢子葉；葉柄纖細，草桿色。營養葉，柄長 6~10 公分，葉片卵形至卵狀披針形，長 10~15 公分，寬 5~10 公分；側生羽片 2~5 對，羽片長 5~8 公分，寬 1~2 公分，具鋸齒緣，頂羽片卵形或長橢圓形，但較不顯著，尖鋸齒緣，先端圓形，小羽片橢圓形，長 1.5~3 公分，寬 0.8~1 公分，具尖齒緣；孢子葉，柄長 12~25 公分，葉片長 10~25 公分，寬 7~15 公分，羽片長 4~15 公分，寬 0.4~0.8 公分，側羽片 2~5 對，頂羽片非常顯著，常與下方一對側羽片合生，葉脈游離，不具假脈。

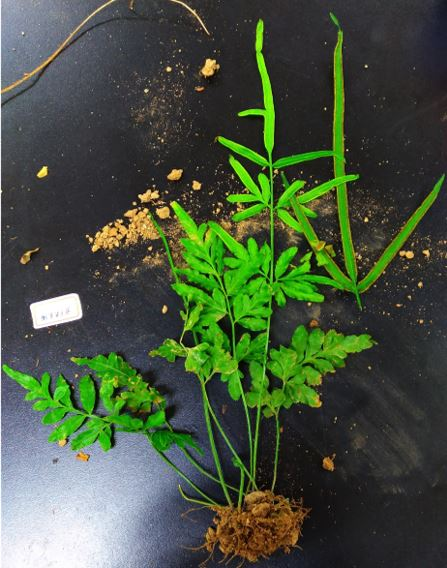
二回羽狀複葉，叢生，兩型，分為營養葉和孢子葉，葉柄纖細。營養葉的頂羽片卵形或長橢圓形，較不顯著；孢子葉的頂羽片非常顯著，常與下方一對側羽片合生。

### 孢子囊群
邊緣假孢膜長線形，位於羽片或小羽片邊緣。

## 習性
地生，生長在林下潮濕遮蔭處，林緣坡地亦甚常見。

## 分布
中國大陸、印度、錫蘭、日本、澳洲等地之熱帶及亞熱帶地區及台灣全島中海拔以下地區。

## 扩展阅读
- 維基物種上的相關：剑叶凤尾蕨